# Formule 1 in 1964
Het Formule 1-seizoen 1964 was het 15de FIA Formula One World Championship seizoen. Het begon op 10 mei en eindigde op 25 oktober na tien races.
John Surtees werd wereldkampioen in een Ferrari in de laatste race.
Maurice Trintignant stopte met racen op bijna 47-jarige leeftijd na een van de langste Formule 1-carrières ooit. Hij was er al bij sinds 1950.
Carel Godin de Beaufort vloog, rijdend in zijn eigen Porsche 718, tijdens de vrije training van de Grand Prix van Duitsland op de Nürburgring Nordschleife de baan af bij de Bergwerk-bocht en belandde tussen de bomen. Hij kwam een dag later in het ziekenhuis in Keulen om het leven door ernstige verwondingen aan zijn hoofd, borst en benen.
Na drie opeenvolgende jaren met slechts één bandenleverancier, reden dit jaar alle teams op banden van Dunlop behalve het kleine Britse team Derrington-Francis-ATS dat met Goodyear-banden reed.

## Kalender
| GP nr. | Ronde | Grand Prix                 | Circuit                      | Plaats                  | Datum       |
| ------ | ----- | -------------------------- | ---------------------------- | ----------------------- | ----------- |
| 122    | 1     | GP van Monaco              | Circuit de Monaco            | Monte Carlo             | 10 mei      |
| 123    | 2     | GP van Nederland           | Circuit Park Zandvoort       | Zandvoort               | 24 mei      |
| 124    | 3     | GP van België              | Circuit de Spa-Francorchamps | Stavelot                | 14 juni     |
| 125    | 4     | GP van Frankrijk           | Circuit de Rouen-les-Essarts | Orival (Seine-Maritime) | 28 juni     |
| 126    | 5     | GP van Groot-Brittannië    | Brands Hatch                 | West Kingsdown          | 11 juli     |
| 127    | 6     | GP van Duitsland           | Nürburgring Nordschleife     | Nürburg                 | 2 augustus  |
| 128    | 7     | GP van Oostenrijk          | Zeltweg Luchthaven Circuit   | Zeltweg                 | 23 augustus |
| 129    | 8     | GP van Italië              | Autodromo Nazionale Monza    | Monza                   | 6 september |
| 130    | 9     | GP van de Verenigde Staten | Watkins Glen International   | Watkins Glen (New York) | 4 oktober   |
| 131    | 10    | GP van Mexico              | Magdalena Mixhuca Circuit    | Mexico-Stad             | 25 oktober  |

### Afgelast
De Grand Prix van Zuid-Afrika stond oorspronkelijk gepland als seizoensafsluiter van 1964 maar werd afgelast en een week later als eerste race van het seizoen 1965 gehouden.
| Ronde | Grand Prix         | Circuit               | Plaats     | Originele datum |
| ----- | ------------------ | --------------------- | ---------- | --------------- |
| 11    | GP van Zuid-Afrika | Prince George Circuit | Oos-Londen | 26 december     |

## Resultaten en klassement

### Grands Prix
| Ronde | Grand Prix                 | Poleposition | Snelste ronde | Winnende coureur | Winnende constructeur | Banden | Verslag |
| ----- | -------------------------- | ------------ | ------------- | ---------------- | --------------------- | ------ | ------- |
| 1     | GP van Monaco              | Jim Clark    | Graham Hill   | Graham Hill      | BRM                   | D      | Verslag |
| 2     | GP van Nederland           | Dan Gurney   | Jim Clark     | Jim Clark        | Lotus-Climax          | D      | Verslag |
| 3     | GP van België              | Dan Gurney   | Dan Gurney    | Jim Clark        | Lotus-Climax          | D      | Verslag |
| 4     | GP van Frankrijk           | Jim Clark    | Jack Brabham  | Dan Gurney       | Brabham-Climax        | D      | Verslag |
| 5     | GP van Groot-Brittannië    | Jim Clark    | Jim Clark     | Jim Clark        | Lotus-Climax          | D      | Verslag |
| 6     | GP van Duitsland           | John Surtees | John Surtees  | John Surtees     | Ferrari               | D      | Verslag |
| 7     | GP van Oostenrijk          | Graham Hill  | Dan Gurney    | Lorenzo Bandini  | Ferrari               | D      | Verslag |
| 8     | GP van Italië              | John Surtees | John Surtees  | John Surtees     | Ferrari               | D      | Verslag |
| 9     | GP van de Verenigde Staten | Jim Clark    | Jim Clark     | Graham Hill      | BRM                   | D      | Verslag |
| 10    | GP van Mexico              | Jim Clark    | Jim Clark     | Dan Gurney       | Brabham-Climax        | D      | Verslag |

### Puntentelling
Punten worden toegekend aan de top zes geklasseerde coureurs. 
| Positie | 01e0 | 02e0 | 03e0 | 04e0 | 05e0 | 06e0 |
| Punten  | 9    | 6    | 4    | 3    | 2    | 1    |

### Klassement bij de coureurs
De zes beste resultaten telden mee voor de eindstand, resultaten die tussen haakjes staan telden daarom niet mee voor het kampioenschap. Bij "Punten" staan de getelde kampioenschapspunten gevolgd door de totaal behaalde punten tussen haakjes.
| Pos. | Coureur                 | MON | NED  | BEL | FRA  | GBR | DUI | OOS  | ITA | VST | MEX | Punten  |
| ---- | ----------------------- | --- | ---- | --- | ---- | --- | --- | ---- | --- | --- | --- | ------- |
| 1    | John Surtees            | DNF | 2    | DNF | DNF  | 3   | 1PS | DNF  | 1PS | 2   | 2   | 40      |
| 2    | Graham Hill             | 1S  | 4    | (5) | 2    | 2   | 2   | DNFP | DNF | 1   | 11  | 39 (41) |
| 3    | Jim Clark               | 4P  | 1S   | 1   | DNFP | 1PS | DNF | DNF  | DNF | 7PS | 5PS | 32      |
| 4    | Lorenzo Bandini         | 10  | DNF  | DNF | 9    | 5   | 3   | 1    | 3   | DNF | 3   | 23      |
| 5    | Richie Ginther          | 2   | 11   | 4   | 5    | 8   | 7   | 2    | 4   | 4   | 8   | 23      |
| 6    | Dan Gurney              | DNF | DNFP | 6PS | 1    | 13  | 10  | DNFS | 10  | DNF | 1   | 19      |
| 7    | Bruce McLaren           | DNF | 7    | 2   | 6    | DNF | DNF | DNF  | 2   | DNF | 7   | 13      |
| 8    | Jack Brabham            | DNF | DNF  | 3   | 3S   | 4   | 12  | 9    | 14  | DNF | DNF | 11      |
| 9    | Peter Arundell          | 3   | 3    | 9   | 4    |     |     |      |     |     |     | 11      |
| 10   | Jo Siffert              | 8   | 13   | DNF | DNF  | 11  | 4   | DNF  | 7   | 3   | DNF | 7       |
| 11   | Bob Anderson            | 7   | 6    | DNS | 12   | 7   | DNF | 3    | 11  |     |     | 5       |
| 12   | Mike Spence             |     |      |     |      | 9   | 8   | DNF  | 6   | DNF | 4   | 4       |
| 13   | Tony Maggs              |     | DNS  | DNS |      | DNF | 6   | 4    |     |     |     | 4       |
| 14   | Innes Ireland           | DNS |      | 10  | DNF  | 10  |     | 5    | 5   | DNF | 12  | 4       |
| 15   | Jo Bonnier              | 5   | 9    | DNF |      | DNF | DNF | 6    | 12  | DNF | DNF | 3       |
| 16   | Chris Amon              | DNQ | 5    | DNF | 10   | DNF | 11  | DNF  |     | DNF | DNF | 2       |
| 17   | Maurice Trintignant     | DNF |      |     | 11   | DNQ | 5   |      | DNF |     |     | 2       |
| 18   | Walt Hansgen            |     |      |     |      |     |     |      |     | 5   |     | 2       |
| 19   | Phil Hill               | 9   | 8    | DNF | 7    | 6   | DNF | DNF  |     | DNF | 9   | 1       |
| 20   | Trevor Taylor           | DNF |      | 7   | DNF  | DNF |     | DNF  | DNQ | 6   | DNF | 1       |
| 21   | Mike Hailwood           | 6   | 12   |     | 8    | DNF | DNF | 8    | DNF | 8   | DNF | 1       |
| 22   | Pedro Rodriguez         |     |      |     |      |     |     |      |     |     | 6   | 1       |
| 23   | Giancarlo Baghetti      |     | 10   | 8   |      | 12  | DNF | 7    | 8   |     |     | 0       |
| 24   | Gerhard Mitter          |     |      |     |      |     | 9   |      |     |     |     | 0       |
| 24   | Ludovico Scarfiotti     |     |      |     |      |     |     |      | 9   |     |     | 0       |
| 26   | Moisés Solana           |     |      |     |      |     |     |      |     |     | 10  | 0       |
| 27   | Peter Revson            | DNQ |      | DSQ | DNS  | DNF | 14  |      | 13  |     |     | 0       |
| 28   | Ronnie Bucknum          |     |      |     |      |     | 13  |      | DNF | DNF |     | 0       |
| 29   | Hap Sharp               |     |      |     |      |     |     |      |     | NC  | 13  | 0       |
| 30   | John Taylor             |     |      |     |      | 14  |     |      |     |     |     | 0       |
| —    | Carel Godin de Beaufort |     | DNF  |     |      |     | DNS |      |     |     |     | 0       |
| —    | André Pilette           |     |      | DNF |      |     | DNQ |      |     |     |     | 0       |
| —    | Ian Raby                |     |      |     |      | DNF |     |      | DNQ |     |     | 0       |
| —    | Frank Gardner           |     |      |     |      | DNF |     |      |     |     |     | 0       |
| —    | Edgar Barth             |     |      |     |      |     | DNF |      |     |     |     | 0       |
| —    | Jochen Rindt            |     |      |     |      |     |     | DNF  |     |     |     | 0       |
| —    | Mário de Araújo Cabral  |     |      |     |      |     |     |      | DNF |     |     | 0       |
| —    | Richard Attwood         |     |      |     |      | DNS |     |      |     |     |     | 0       |
| —    | Jean-Claude Rudaz       |     |      |     |      |     |     |      | DNS |     |     | 0       |
| —    | Bernard Collomb         | DNQ |      |     |      |     |     |      |     |     |     | 0       |
| —    | John Love               |     |      |     |      |     |     |      | DNQ |     |     | 0       |
| —    | Giacomo Russo           |     |      |     |      |     |     |      | DNQ |     |     | 0       |
| Pos. | Coureur                 | MON | NED  | BEL | FRA  | GBR | DUI | OOS  | ITA | VST | MEX | Punten  |

| Resultaat                       |
| ------------------------------- |
| Winnaar                         |
| Tweede plaats                   |
| Derde plaats                    |
| Gefinisht (punten behaald)      |
| Gefinisht (geen punten behaald) |
| Niet geklasseerd (NC)           |
| Uitgevallen (DNF)               |
| Niet gekwalificeerd (DNQ)       |
| Gediskwalificeerd (DSQ)         |
| Niet gestart (DNS)              |
| Gewond (INJ)                    |
| Uitgesloten (EX)                |
| Teruggetrokken (WD)             |
| Niet deelgenomen (blanco cel)   |
| P Pole position                 |
| S Snelste ronde                 |

### Klassement bij de constructeurs
Per race telt alleen het beste resultaat mee voor de constructeur.
De zes beste resultaten telden mee voor de eindstand, resultaten die tussen haakjes staan telden daarom niet mee voor het kampioenschap. Bij "Punten" staan de getelde kampioenschapspunten gevolgd door de totaal behaalde punten tussen haakjes.
| Pos. | Constructeur           | MON | NED | BEL | FRA | GBR | DUI | OOS | ITA | VST   | MEX | Punten  |
| ---- | ---------------------- | --- | --- | --- | --- | --- | --- | --- | --- | ----- | --- | ------- |
| 1    | Ferrari                | 10  | 2   | DNF | 9   | (3) | 1PS | 1   | 1PS | 2     | 2   | 45 (49) |
| 2    | BRM                    | 1S  | (4) | (4) | 2   | 2   | 2   | 2P  | (4) | 1     | 8   | 42 (51) |
| 3    | Lotus-Climax           | 3P  | 1S  | 1   | 4P  | 1PS | 8   | DNF | (6) | (5)PS | 4PS | 37 (40) |
| 4    | Brabham-Climax         | 7   | 6P  | 3PS | 1S  | 4   | 10  | 3S  | 10  | DNF   | 1   | 30      |
| 5    | Cooper-Climax          | 5   | 7   | 2   | 6   | 6   | DNF | DNF | 2   | DNF   | 7   | 16      |
| 6    | Brabham-BRM            |     | 9   |     | DNF | 11  | 4   | DNF | 7   | 3     | 13  | 7       |
| 7    | BRP-BRM                | DNF |     | 7   | DNF | 10  |     | 5   | 5   | 6     | 12  | 5       |
| 8    | Lotus-BRM              | 6   | 5   | DNF | 8   | DNF | 11  | 8   | 13  | 8     | DNF | 3       |
| 9    | Honda                  |     |     |     |     |     | 13  |     | DNF | DNF   |     | 0       |
| —    | Scirocco-Climax        | WD  |     | DNF |     |     | DNQ |     |     |       |     | 0       |
| —    | Porsche                |     | DNF |     |     |     | DNS |     |     |       |     | 0       |
| —    | Brabham-Ford           |     |     |     |     | DNF |     |     |     |       |     | 0       |
| —    | Derrington-Francis-ATS |     |     |     |     |     |     |     | DNF |       |     | 0       |
| Pos. | Constructeur           | MON | NED | BEL | FRA | GBR | DUI | OOS | ITA | VST   | MEX | Punten  |

| Resultaat                       |
| ------------------------------- |
| Winnaar                         |
| Tweede plaats                   |
| Derde plaats                    |
| Gefinisht (punten behaald)      |
| Gefinisht (geen punten behaald) |
| Niet geklasseerd (NC)           |
| Uitgevallen (DNF)               |
| Niet gekwalificeerd (DNQ)       |
| Gediskwalificeerd (DSQ)         |
| Niet gestart (DNS)              |
| Gewond (INJ)                    |
| Uitgesloten (EX)                |
| Teruggetrokken (WD)             |
| Niet deelgenomen (blanco cel)   |
| P Pole position                 |
| S Snelste ronde                 |

1950 · 1951 · 1952 · 1953 · 1954 · 1955 · 1956 · 1957 · 1958 · 1959 · 1960 · 1961 · 1962 · 1963 · 1964 · 1965 · 1966 · 1967 · 1968 · 1969 · 1970 · 1971 · 1972 · 1973 · 1974 · 1975 · 1976 · 1977 · 1978 · 1979 · 1980 · 1981 · 1982 · 1983 · 1984 · 1985 · 1986 · 1987 · 1988 · 1989 · 1990 · 1991 · 1992 · 1993 · 1994 · 1995 · 1996 · 1997 · 1998 · 1999 · 2000 · 2001 · 2002 · 2003 · 2004 · 2005 · 2006 · 2007 · 2008 · 2009 · 2010 · 2011 · 2012 · 2013 · 2014 · 2015 · 2016 · 2017 · 2018 · 2019 · 2020 · 2021 · 2022 · 2023 · 2024 · 2025 · 2026 
 Lijst van Formule 1 Grand Prix-wedstrijden